# The Yellow Album
The Yellow Album is een studioalbum uit 1998 gebaseerd op de animatieserie The Simpsons. Het album is een vervolg op The Simpsons Sing the Blues.
De titel is een woordspeling op White Album, de naam van het bekende album van The Beatles' uit 1968. De cover van het album is een parodie op die van het album Sgt. Pepper's Lonely Hearts Club Band uit 1967.

## Tracklist
1. "Love?"
  - Bart Simpson
2. "Sisters Are Doin' It for Themselves" (oorspronkelijk door de Eurythmics)
  - Lisa Simpson
3. "Funny How Time Slips Away"
  - Homer Simpson
  - Linda Ronstadt
4. "Twenty-Four Hours a Day"
  - Apu
5. "Ten Commandments of Bart"
  - Bart Simpson
6. "I Just Can't Help Myself"
  - Bart Simpson
  - Lisa Simpson
  - Homer Simpson
7. "She's Comin' Out Swingin'"
  - Lisa Simpson en de P-Funk All-Stars
8. "Anyone Else"
  - Bart Simpson
  - Lisa Simpson
9. "Every Summer With You"
  - Marge Simpson
  - Homer Simpson
10. "Hail to Thee, Kamp Krusty"
  - Children's Choir, feat.
    - Otto Mann
    - Lisa Simpson
    - Martin Prince
    - Bart Simpson

Homer Simpson · Marge Simpson · Bart Simpson · Lisa Simpson · Maggie Simpson · Abraham Simpson · Patty en Selma Bouvier · Jacqueline Bouvier · Mona Simpson · Santa's Little Helper · Snowball II · Familie Bouvier
Jasper Beardley · Comic Book Guy · Eddie en Lou · Maude Flanders · Ned Flanders · Professor Frink · Barney Gumble · Julius Hibbert · Lionel Hutz · Eerwaarde Lovejoy · Kapitein Horatio McCallister · Hans Moleman · Bleeding Gums Murphy · Apu Nahasapeemapetilon · Mayor Joe Quimby · Dr. Nick Riviera · Agnes Skinner · Cletus Spuckler · Squeaky Voiced Teen · Disco Stu · Moe Szyslak · Kirk Van Houten · Luann Van Houten · Chief Clancy Wiggum
Gary Chalmers · Rod en Todd Flanders · Jimbo Jones · Kearney · Edna Krabappel · Otto Mann · Nelson Muntz · Martin Prince · Seymour Skinner · Milhouse Van Houten · Ralph Wiggum · Groundskeeper Willie · andere studenten
Montgomery Burns · Carl Carlson · Lenny Leonard · Waylon Smithers
Itchy en Scratchy · Kent Brockman · Krusty de Clown · Troy McClure · Rainier Wolfcastle · Radioactive Man
Snake · Kang & Kodos · Sideshow Bob · Fat Tony
Treehouse of Horror
Bart vs. the World · Bart Simpson's Escape from Camp Deadly · The Simpsons Arcadespel · Bart vs. the Space Mutants · Bart's House of Weirdness ·Bart vs. The Juggernauts · Krusty's Fun House · Bartman Meets Radioactive Man · Bart's Nightmare · The Itchy and Scratchy Game · Virtual Bart · Bart and the Beanstalk · Itchy & Scratchy in Miniature Golf Madness · Cartoon Studio · Virtual Springfield · Night of the Living Treehouse of Horror · Bowling · Wrestling · Road Rage · Skateboarding · Hit & Run · The Simpsons Game · The Simpsons: Tapped Out
The Simpsons · The Simpsons Pinball Party
Strips: Simpsons Comics · Bart Simpson serie · Itchy & Scratchy Comics · Bart Simpson's Treehouse of Horror · Futurama/Simpsons Infinitely Secret Crossover Crisis
Tijdschrift: Simpsons Illustrated
Boeken: Bart Simpson's Guide to Life · Family Album · Library of Wisdom · Complete Guides · Planet Simpson · The Simpsons and Philosophy
Actiefiguurtjes: World of Springfield
The Simpsons Movie
Bankgrap ·
Canyonero · 
D'oh! · 
Duff Beer · 
Schoolbordgrap · 